# Eucodonia verticillata
 Eucodonia verticillata  är en art i släktet Eucodonia och familjen gloxiniaväxter som förekommer naturligt i Mexiko. Arten odlas ibland som krukväxt i Sverige.
Eucodonia verticillata bildar precis som Eucodonia andrieuxii och arter i närliggande släkten fjälliga jordstammar, så kallade rhizomer i vilka de överlever torrperioden. Växten producerar många blommor som sitter i buntar eller flocklika ställningar i bladvecken. Blomman är zygomorf och klocklik med blå till ljust lila blommor och ljusare svalg.